# Shino
Shino（しの、9月1日 - ）は、日本のタレント・インディーズ歌手である。和歌山県日高郡印南町出身。血液型はO型。身長156cm。靴のサイズ23.5cm。長岡技術科学大学 材料開発工学課程卒業。学位は学士。同大学院に合格し、進学予定であったが、「雪に埋もれるのが嫌」という理由で、地元和歌山に逃げ帰った。2009年より、ギターとボーカルの二人組ユニットShino+のボーカルとして活動。現在は、テレビのリポーターやラジオDJとして地元和歌山でマルチタレントとしても活躍中。

## 来歴
2005年、Shinoが加入していたバンド「ORANGE GREEN」に、和歌山のＪポップユニット「ウインズ」のサポートギタリスト加納洋志が加わる。
その後、メンバーの脱退があり、2009年より、加納洋志とShinoの2人組ユニットShino+として音楽活動を行っている。
2009年、和歌山のＪポップユニット「ウインズ」の和歌山県民文化会館小ホールでのライブで、オープニングアクトをつとめる。
また同年、わかやま新報 投票に行こうキャンペーンのイメージガールに選ばれる。
テレビ和歌山では、ダイニチグループの第3弾CMイメージソングとして「迷うことなかれ」「逢いたくて」が採用される。（現在も放送中）
2011年には、和歌山市のライブハウスPREGO（プレゴ）にてイリュージョンを含めた200人規模のワンマンライブ「Shinoまみれ」を開催する。
2012年2月19日には、エフエム和歌山のパーソナリティ3人によるアイドルユニット昭和時代のメンバーとして、和歌山マリーナシティABCアドベンチャーホールにて800人規模のライブを共同開催する。
また、2015年 紀ノ国わかやま国体の応援ソングアルバムに、Shino+として「一日観光バスガイド」を提供。
現在は、NHK和歌山放送局や、和歌山放送、FM TANABEで、レポーター、番組アシスタント、番組DJなどとして出演をしている。

## 出演

### テレビ
- NHK和歌山 あすのWA! （18時10分～19時） 月曜 「わびたび」レポーター NHK和歌山放送局 （2012年4月 - ）

### ラジオ
- つながるワイド 小田川和彦のお昼は全開！リクエスト （12時50分～16時15分） （火）～（木） 番組アシスタント 和歌山放送 （2012年8月 - ）
- 藪下将人のハッピーマンデー （20時～21時50分） 第4月曜 レギュラー出演 和歌山放送  （2011年2月 - ）
- Shinoってなあに？ ～ShinoのMusic Market～ （21時～22時） 第1、3、5 木曜 FM TANABE （2011年10月 - ）

### インターネット
- 和歌山ライブの歩き方 TV Ustream 2ヶ月に一回 生放送 （2010年2月 - ）
- Shinoの気持ち☆Music Love ドリームなび 不定期放送 （2010年10月 - ）
- 物々交換サイトWaWaWa[わわわ] - 目指せわらしべ長者！」（2012年12月 - ）

### CM
- ダイニチグループCMイメージソング （2006年 - ）
- 紀州の梅蔵 （2012年12月 - ）

### 雑誌 他
- 2009わかやま新報 投票に行こうキャンペーンキャラクター 和歌山新報(2009年)
- VoCE掲載（2011年2月号）

## 過去の出演番組

### 生放送番組
- Funny Board 和歌山市本町 フォルテワジマ 2階 （2011年12月24日 - 2012年6月）

### ラジオ
- ShinoのFavorite Music in the 90's エフエム和歌山 （2010年4月 - 2012年4月）

## 音楽作品

### CD
- 「DREAM MAKER」 アルバム
- 「CM SONG THE BEST」 シングル

### DVD
- 「Shino+ GoGo」 ライブDVD